# Bob Shoudt
Bob Shoudt (auch Humble Bob oder Notorious B.O.B.) (* 1968 in Royersford, Pennsylvania) ist ein amerikanischer Wettkampfesser. Derzeit ist er auf Platz fünf der Weltrangliste der International Federation of Competitive Eating (IFOCE) und hält mit 39 Weltrekorden die meisten in der Geschichte des Wettkampfessens.
Shoudts Familie lebt vegetarisch, und er selbst isst nur während der Wettbewerbe Fleisch. Seinen Spitznamen erhielt er aufgrund seiner „bescheidenen Art zu essen“ von der Talkshow Angelo Cataldi, während er sich für den Wing-Bowl-Wettkampf qualifizierte.
Er aß 95 Krystal-Burger während der Krystal Square Off 2007 sowie 41 {\displaystyle \textstyle {\frac {3}{4}}} Hotdogs in zwölf Minuten während des internationalen Hot-Dog-Wettessen, das jährlich von der US-amerikanischen Fastfood-Kette Nathan’s Famous veranstaltet wird und zu den bekanntesten Wettessen in den Vereinigten Staaten gehört.
Außerdem ist er ein begeisterter Bergsteiger, der den Mount Washington, den Pikes Peak in Colorado und den Mount Haleakalā bestieg. Zudem ist er auf seine Fitness bedacht und praktiziert sehr aktiv Krav Maga.

## Rekorde
- Platz 1 bei der Welt-Chili-Wettessmeisterschaft in Cincinnati, Ohio am 1. September 2008
- Platz 1 bei der Weltmeisterschaft im Fleischklops-Wettessen in Atlantic City, New Jersey am 2. Dezember 2006
- Platz 1 bei dem Wettessen von gegrilltem Käse im September 2005 in Springfield, Illinois
- Platz 1 während der Krystal-Burger-Qualifikation in Perry, Georgia im September 2005
- Platz 2 bei der Weltmeisterschaft im Krystal-Burger-Wettessen in Chattanooga, Tennessee im Oktober 2007. Er verschlang 95 Burger in acht Minuten
- Platz 2 während der Hummer-Wettess-Weltmeisterschaft in Reno, Nevada im März 2005
- Platz 2 bei der Weltmeisterschaft im Pizza-Wettessen in Camden, New York im August 2005
- Platz 3 der Verizon-Voice-Wing-Battle-Weltmeisterschaft im Hähnchenflügel-Wettessen in Boston, Massachusetts im November 2005
- Platz 3 während der Phillip's-Seafood-Weltmeisterschaft im Crab-Cake-Wettessen in Baltimore, Maryland im April 2006

## Derzeit gehaltene Weltrekorde
- 23,4 Pfund (10,61 kg) Lachssuppe in 6 Minuten am 3. Dezember 2009 in New York City
- 13,9 Pfund (6,3 kg) Spaghetti mit Chilisoße in zehn Minuten
- 37 {\displaystyle \textstyle {\frac {1}{2}}} Stücke Roastbeef in acht Minuten am 14. November 2009 in Frederick, Maryland
- 39 Krystal-Burger in zwei Minuten am 9. September 2006 in Nashville, Tennessee
- 34 {\displaystyle \textstyle {\frac {3}{4}}} Rinderbrust-Sandwiches in zehn Minuten
- 7,9 Pfund (3,59 kg) Pommes frites in zehn Minuten
- 36 Sandwiches mit Erdnussbutter und Bananen in zehn Minuten
- 3 Pfund (1,36 kg) Penne mit Marinade in 1 Minute und 47 Sekunden im März 2005 in Flemington, New Jersey
- 997 g Blaubeerkuchen in 1 Minute während der Today Show in New York City am 4. Juli 2005

## Persönliche Bestleistungen
- 95 Krystal-Burger in acht Minuten
- 38 {\displaystyle \textstyle {\frac {1}{2}}} Bratwürste in zehn Minuten
- 39 Krystal-Burger in 2 Minuten
- 41 {\displaystyle \textstyle {\frac {3}{4}}} Hotdogs in zehn Minuten
- 38 Crab Cakes in 10 Minuten
- 13,9 Pfund (6,3 kg) Spaghetti mit Chilisoße in zehn Minuten
- 7,6 Pfund (3,44 kg) Fleischklöße in zwölf Minuten
- 9,25 Pfund (4,19 kg) Shoofly Pie in acht Minuten im Jahr 2006 in Lancaster, Pennsylvania